# Stazione di Jamaica
La stazione di Jamaica (in inglese Jamaica Station) è una stazione ferroviaria posta sulle linee Main Line, Atlantic Branch e Montauk Branch della Long Island Rail Road. Serve l'omonimo quartiere del borough newyorkese del Queens ed è la principale stazione ferroviaria dell'isola di Long Island.

## Storia
La prima stazione fu aperta nel 1836 come capolinea della prima linea ferroviaria della Long Island Rail Road. Nel 1867 la South Side Railroad of Long Island costruì una seconda stazione adiacente alla prima, denominata Jamaica-Beaver Street. Tra il 1912 e il 1913 entrambe furono soppresse e demolite per permettere la realizzazione dell'attuale stazione.
Nel 1994 la stazione fu sottoposta ad un intervento di ristrutturazione del costo di 209 milioni di dollari. Una seconda ristrutturazione costata 300 milioni di dollari venne effettuata tra il 2001 e il 2006, in occasione della costruzione dell'AirTrain JFK. Tra il 2018 e il 2022 sono stati eseguiti una serie di lavori, inclusa la realizzazione di una nuova banchina a isola, in previsione dell'aumento di traffico dovuto all'apertura dell'East Side Access.

## Strutture e impianti
La stazione dispone di sei banchine a isola e dieci binari.

## Movimento
La stazione è servita dai treni delle linee Babylon, Far Rockaway, Hempstead, Long Beach, Montauk, Oyster Bay, Port Jefferson, Ronkonkoma e West Hempstead del servizio ferroviario suburbano della Long Island Rail Road.

## Servizi
La stazione è accessibile alle persone con disabilità motoria.
- Biglietteria a sportello
- Biglietteria automatica
- Sala d'attesa

## Interscambi
La stazione è servita da numerose autolinee gestite da MTA Bus e NYCT Bus ed è collegata alla stazione della metropolitana Sutphin Boulevard-Archer Avenue-JFK Airport e a quella dell'AirTrain JFK.
- Stazione metropolitana (Sutphin Boulevard-Archer Avenue-JFK Airport, linee E, J e Z)
- People mover (AirTrain JFK)
- Fermata autobus